# Chiesa di San Romedio (Frassilongo)
La chiesa di San Romedio è la parrocchiale di Roveda, frazione di Frassilongo in Trentino. Fa parte della zona pastorale Valsugana - Primiero dell'arcidiocesi di Trento e la sua costruzione risale al XVIII secolo. La chiesa è l'unica sede di parrocchia in tutta la provincia dedicata a Romedio, il santo sempre raffigurato accanto all'orso che avrebbe reso mansueto.

## Storia

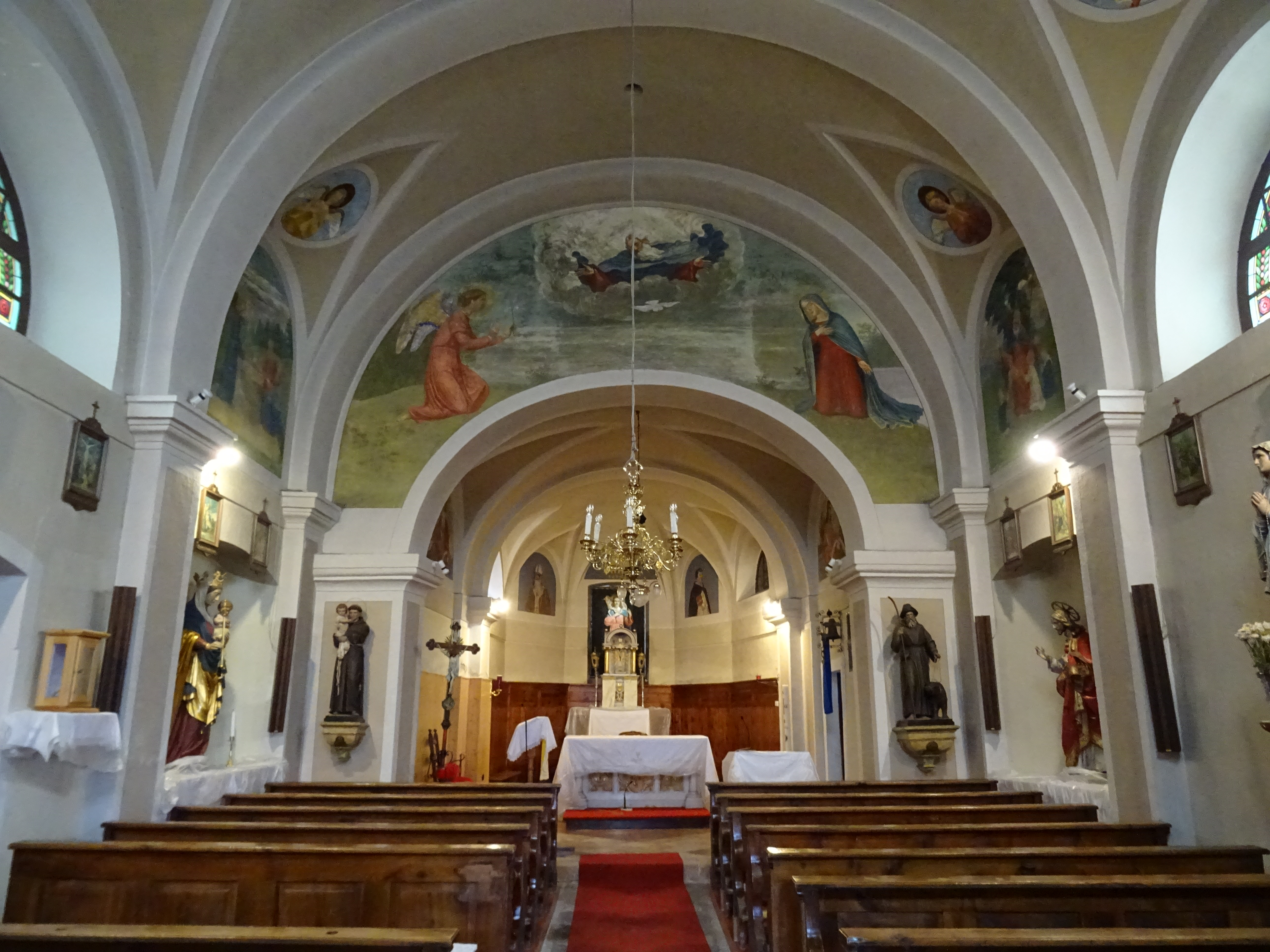
Interno

Il principale luogo di culto a Roveda venne edificato entro il 1728 in grande economia ed utilizzando materiali di scarsa qualità. Già prima della fine del XVIII secolo le sue condizioni di conservazione vennero considerate pessime. Dal punto di vista ecclesiastico la chiesa ebbe dignità curaziale a partire dal 1802, legata alla pieve di Pergine Valsugana, la chiesa della Natività di Maria.
Nell'ultimo decennio del XIX secolo l'edificio venne ampliato e restaurato nelle sue parti più degradate e il 28 settembre 1890 venne solennemente benedetta e riaperta al culto. La consacrazione ebbe luogo solo diversi anni più tardi, nel 1911.
A partire dalla seconda metà del secolo successivo gli interni vennero arricchiti con decorazioni realizzate da Adolfo Mattielli e il 4 giugno 1959 venne elevata a dignità parrocchiale. Nel 1983 l'intero edificio fu oggetto di interventi di restauro conservativo.

## Descrizione
L'edificio sacro si trova accanto a tipiche case della tradizione mochena e presenta un orientamento a est. I rifacimenti del 1890 le hanno dato un aspetto neogotico. Il prospetto principale mostra una decorazione ad arco che contiene il portale di accesso architravato e un grande rosone che porta luce alla sala. La facciata viene conclusa con un frontone triangolare che al centro ha una piccola finestrella a croce. Sopra la copertura del tetto, in posizione avanzata, si trova il campanile a vela doppio.
La navata interna è unica ed il presbiterio ha un'abside con base poligonale. La sala è arricchita da decorazioni murali che risalgono al XX secolo